# Charles Bronson

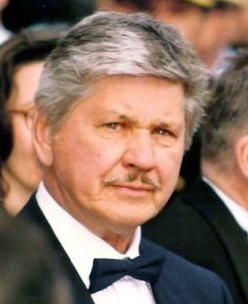
Charles Bronson, 1987

Charles Bronson (* 3. November 1921 in Ehrenfeld, Pennsylvania, als Charles Dennis Buchinsky; † 30. August 2003 in Los Angeles) war ein US-amerikanischer Schauspieler. Ab den späten 1960er Jahren zählte Bronson ein gutes Jahrzehnt lang zu den weltweit populärsten Stars. Er spielte meist wortkarge Helden in Western und Actionfilmen. Internationale Bekanntheit erlangte er 1968 im Westernepos Spiel mir das Lied vom Tod in der Rolle des mysteriösen Mundharmonikaspielers. Einer seiner erfolgreichsten Filme war der Selbstjustiz-Thriller Ein Mann sieht rot (1974).

## Leben
Charles Bronson wurde 1921 als elftes von insgesamt 15 Kindern einer römisch-katholischen Einwandererfamilie aus Litauen geboren. Seine Mutter, Mary Valinsky (litauisch Marija Valinskis), war US-amerikanische Staatsbürgerin, sein Vater Valteris Bučinskis (englisch Walter Buchinsky), ein Bergmann lipka-tatarischer Abstammung, der später eingebürgert wurde.
In seiner Jugend wurde in der Familie Russisch und Litauisch gesprochen. Bronson absolvierte die Highschool, während seine Geschwister ohne Schulabschluss blieben. Er sprach fließend Russisch, Litauisch und Griechisch. Als sein Vater starb, war er zehn Jahre alt. Um seine Familie zu unterstützen, arbeitete er im Alter von 16 Jahren zusammen mit seinen Brüdern in einem Kohlebergwerk, wie es ihr Vater getan hatte. Die harte Akkordarbeit unter Tage, die er vier Jahre lang ausübte, soll er gehasst haben. In dieser Zeit saß Bronson wegen eines Ladendiebstahls und einer Schlägerei zweimal im Gefängnis.
Im Zweiten Weltkrieg diente Bronson als Bordschütze eines B-29-Bombers und wurde wegen einer Verwundung mit dem Purple Heart ausgezeichnet.
Nach Kriegsende arbeitete er als Boxer und Gelegenheitsarbeiter, danach studierte er Kunst in Philadelphia. Er war zeitlebens an der Malerei interessiert und stellte, als er bereits ein Filmstar war, unter seinem Geburtsnamen Buchinsky mit Erfolg Bilder aus.
Er war als Bühnenarbeiter tätig und ging ans Pasadena Playhouse, wo er kleinere Rollen übernahm. In den späten 1940er Jahren teilte er sich vorübergehend ein Apartment mit seinem Kollegen Jack Klugman, mit dem ihn eine Freundschaft verband. Schließlich wurde Filmregisseur Henry Hathaway auf ihn aufmerksam und gab ihm 1951 seine erste kleine Hollywood-Rolle.
Zwischen 1949 und 1967 war Charles Bronson mit Harriet Tendler verheiratet. Aus der Ehe gingen zwei Kinder hervor. 
1968 heiratete er die Filmschauspielerin Jill Ireland; er hatte sie über David McCallum kennengelernt, mit dem er 1963 in Gesprengte Ketten zu sehen war. Ireland hatte sich 1967 von McCallum scheiden lassen. Erstmals trat er mit ihr gemeinsam im Film Pancho Villa reitet (Villa Rides, 1968) auf und  setzte durch, dass sie in Filmen, in denen er spielte, auch eine Rolle bekam. So spielten beide zusammen in 16 Filmen. 
Bronson und Ireland bildeten mit den drei Kindern aus ihrer ersten Ehe sowie Bronsons beiden Kindern aus erster Ehe und mit der gemeinsamen Tochter Zuleika (* 1971) eine Großfamilie. 1983 adoptierte das Ehepaar ein weiteres Kind namens Katrina Holden, nachdem dessen Mutter gestorben war. Bronsons Adoptivsohn Jason starb 1989 an einer Überdosis Drogen. Bronson lebte mit seiner Familie abwechselnd auf einer großen Farm in Vermont und auf seinen Anwesen in Bel Air und Malibu.
Jill Ireland, mit der Bronson über 22 Jahre verheiratet war, erlag 1990 ihrer langjährigen Krebserkrankung.
In den späten 1990er Jahren erkrankte er an Alzheimer und beendete seine Schauspielkarriere. 1998 heiratete der Schauspieler die 40 Jahre jüngere Fernsehproduzentin Kim Weeks. Charles Bronson starb am 30. August 2003 im Alter von 81 Jahren im Cedars-Sinai Medical Center in Los Angeles an einer Lungenentzündung. Schon zwei Wochen vorher hatten die Medien gemeldet, dass er im Sterben liege. Er wurde auf dem Brownsville Cemetery in West Windsor (Vermont) beerdigt.
Von Kollegen wurde Bronson oft als schweigsam und unzugänglich beschrieben. Er saß manchmal lange in einer Ecke, ließ sich die Instruktionen vom Regisseur erläutern und sprach erst, wenn die Kamera lief. Bronson erklärte, seine harte und entbehrungsreiche Kindheit habe seinen Charakter geformt. Der Schauspieler schirmte sein Privatleben vor der Öffentlichkeit ab und gab ungern Interviews.

## Werk

### 1949 bis 1967
1949 debütierte Charles Bronson als Fernsehdarsteller, 1951 als Kinoschauspieler. Zunächst trat er noch unter seinem Familiennamen „Buchinsky“ auf und spielte beispielsweise im Horrorklassiker Das Kabinett des Professor Bondi (1953) den Assistenten „Igor“ des wahnsinnigen Wachsbildhauers Professor Jarrod (Vincent Price). Er wurde in Western wie Vera Cruz (1954) eingesetzt, stand aber immer weit unten auf der Besetzungsliste und konnte sich während der 1950er Jahre in Hollywood nicht durchsetzen. Mehrmals trat Bronson in Westernfilmen als Indianer in Erscheinung (Massai, 1954, Hölle der tausend Martern, 1957). Er spielte kleinere Rollen in mehreren Dutzend Filmen und wurde während dieser Zeit wegen seiner äußeren Erscheinung häufig als Schurke eingesetzt.
Um während der McCarthy-Ära nicht für einen Russen gehalten zu werden, änderte der Schauspieler 1955 seinen Nachnamen und tauchte in den Besetzungslisten fortan als Charles Bronson auf (diesen Namen übernahm er vom Bronson Gate in der Nähe der Paramount-Studios). Zwischen 1949 und 1967 absolvierte Bronson Dutzende von TV-Auftritten und war in bekannten Fernsehserien wie Twilight Zone, Am Fuß der blauen Berge, Rauchende Colts, Bonanza oder Auf der Flucht zu sehen, wobei er allerdings nie als Hauptdarsteller in Erscheinung trat. (In einer Episode von Tausend Meilen Staub agierte er 1965 als Gegenspieler von Clint Eastwood.) 1958 übernahm Bronson die Hauptrolle im B-Film Das Raubtier, in dem er unter der Regie von Roger Corman den berüchtigten Bankräuber George R. Kelly darstellte.
1960 gelang Bronson ein entscheidender Karrieresprung, als ihn Regisseur John Sturges als „Bernardo“, einen der Glorreichen Sieben, besetzte. Der Westernklassiker mit Yul Brynner und Steve McQueen in den Hauptrollen war ein durchschlagender Erfolg an den Kinokassen. Bronson spielte hier erstmals eine profilierte Rolle in einem großen Hollywoodfilm. Er wechselte außerdem das Image und war im Kino fortan fast nur noch in positiv besetzten Rollen zu sehen.
Regisseur Sturges gab Bronson 1963 in Gesprengte Ketten die Rolle eines klaustrophobischen Kriegsgefangenen im Zweiten Weltkrieg, der zusammen mit mehreren Dutzend Kameraden aus einem deutschen Gefangenenlager flüchtet. Dieser epische, mit zahlreichen Stars besetzte Streifen wurde ebenfalls zu einem Klassiker und großen kommerziellen Erfolg.
1962 spielte Bronson an der Seite von Elvis Presley in dem Unterhaltungsfilm Kid Galahad – Harte Fäuste, heiße Liebe dessen Boxtrainer, er übernahm außerdem Rollen in Filmen wie Vier für Texas (1963), … die alles begehren (1965) oder Die letzte Schlacht (1965). 1967 zählte er zum Dreckigen Dutzend und stellte neben Lee Marvin den einzigen Überlebenden des bekannten Kommandos dar. Obwohl der etablierte Star Marvin die Hauptrolle spielte, erschien Bronsons Part als nahezu gleichrangig. Der harte Kriegsfilm, in dem auch kommende Stars wie Donald Sutherland oder Telly Savalas auftraten, zählte zu den größten Filmerfolgen der späten 1960er Jahre und brachte Bronsons Karriere weiter voran. 1968 war er endgültig als zugkräftiger Hauptdarsteller etabliert, dessen Name auf den Filmplakaten prominent herausgestellt wurde.

### 1968 bis 1979
Mitte der 1960er Jahre hatte Charles Bronson es mehrfach abgelehnt, in einem Italowestern des Regisseurs Sergio Leone aufzutreten (Für eine Handvoll Dollar usw.). 1968 gelang es Leone endlich, ihn für sein Western-Epos Spiel mir das Lied vom Tod zu engagieren. Bronson galt 1967, als der Film in Produktion ging, in Hollywood noch nicht als zugkräftiger Star und Leone musste sich gegen viele Widerstände durchsetzen. Mit Bemerkungen wie: „Charley Bronson? Sie wollen uns wohl hochnehmen?!“ hätten die Produzenten auf sein Ansinnen reagiert, dem Schauspieler eine der vier Hauptrollen in dem prestigeträchtigen, hochbudgetierten Westernprojekt zu geben. Doch man versuchte vergebens, den Regisseur davon zu überzeugen, einen etablierten Star zu engagieren.
Leone wechselte mit seinem Projekt schließlich von der ursprünglich vorgesehenen Produktionsgesellschaft United Artists zu Paramount Pictures. Ursache dafür sollen die Diskrepanzen bei der Wahl des Hauptdarstellers gewesen sein.
Spiel mir das Lied vom Tod zeigt Bronson in der Rolle eines Mundharmonika spielenden Revolvermannes, der einen sadistischen Schurken (Henry Fonda) zur Strecke bringt. Leone hatte Fonda, dem größten Star des Films, die Entscheidung überlassen, ob er den Schurken oder den Helden spielen wollte. Nachdem Fonda Bronson den positiven Part überlassen hatte, fand dieser in der Rolle des schweigsamen Rächers ein passgenaues Image. Regisseur Leone setzte Bronson zu den Klängen von Ennio Morricones berühmter Mundharmonikamelodie als überlebensgroßen Charakter in Szene und verstärkte so den Mythos des Schauspielers, der beispielsweise in Frankreich den Beinamen Das heilige Monster erhielt.
Spiel mir das Lied vom Tod wurde außerhalb der USA zu einem Riesenerfolg und ging als Klassiker in die Filmgeschichte ein. In Frankreich und Deutschland (wo er mit 13 Millionen Zuschauern zu einem der bis heute erfolgreichsten Kinofilme wurde) lief Leones Western mitunter jahrelang in den Kinos. Vor allem in Europa und Asien avancierte Charles Bronson nach diesem Erfolg als Action- und Westerndarsteller zu einem der populärsten Stars. Der muskulöse Darsteller mit den zerfurchten Zügen und dem undurchdringlichen Gesichtsausdruck spielte meist Männer, die selbstsicher und latent bedrohlich wirkten.
1968 spielte Bronson an der Seite von Alain Delon in dem französischen Thriller Du kannst anfangen zu beten einen ehemaligen Fremdenlegionär, der in kriminelle Machenschaften verwickelt wird. In dem Western Rivalen unter roter Sonne des Regisseurs Terence Young aus dem Jahr 1971 agierte Bronson an der Seite von Delon, Ursula Andress und Toshirō Mifune, der hier als Samurai im Wilden Westen zu sehen war.
In dem Western Chatos Land verkörperte Charles Bronson 1972 einen Halbindianer, der sich für die Vergewaltigung seiner Frau rächt, indem er die Täter (eine Truppe verkommener Weißer) in der Wüste angreift. Sein Image als schweigsamer Rächer war in der Rolle des nahezu stummen Halbindianers, der seine Feinde nacheinander eiskalt abschlachtet, extrem verdichtet. Der durchtrainierte Star trat dabei über weite Strecken nur mit einem Lendenschurz bekleidet auf. Mit Chatos Land begann Bronson seine erfolgreiche Zusammenarbeit mit dem Regisseur Michael Winner, mit dem er sechs Filme drehte und der auch den Actionthriller Kalter Hauch (1972) inszenierte, in dem Bronson als Auftragskiller zu sehen war, der einen jungen Nachfolger anlernt.
In den frühen 1970er Jahren hatte Bronson seinen Karrierehöhepunkt erreicht und war mit zahlreichen Filmen weltweit erfolgreich. Mit dem Selbstjustiz-Thriller Ein Mann sieht rot (Death Wish), wiederum unter der Regie von Michael Winner, landete er 1974 seinen wohl größten Kassenhit und konnte sich erstmals auch in seinem Heimatland USA als führender Star profilieren. Der kontrovers diskutierte Film zeigte Bronson in der Rolle eines friedlichen Architekten, der in den Straßen von New York zum Rächer wird, weil seine Frau ermordet und seine Tochter vergewaltigt wurde.
Zusammen mit anderen bekannten New-York-Filmen dieser Ära (French Connection, Stoppt die Todesfahrt der U-Bahn 123, Taxi Driver etc.) spiegelte Ein Mann sieht rot ein damals weit verbreitetes Unbehagen über das unsichere Leben in der Metropole. In der Rolle des Durchschnittsbürgers Paul Kersey, der das Recht selbst in die Hand nimmt, traf Bronson den Zeitgeist und personifizierte ganz offensichtlich die heimlichen Sehnsüchte zahlreicher Kinozuschauer. Der deutsche Filmtitel ging in die Umgangssprache ein.
Mit Mitte 50 zählte Bronson zu den Hollywood-Superstars und war jahrelang in den für ihn typischen Genrefilmen erfolgreich. Er drehte Western (Nevada Pass, 1975, Der weiße Büffel, 1977), Actionthriller (Das Gesetz bin ich, 1974, Telefon, 1977) und Abenteuerfilme (Caboblanco, 1979, Yukon, 1981) und war bis zum Ende des Jahrzehnts neben Clint Eastwood und Steve McQueen der populärste Star dieser Genres.

### 1980 bis 1999
In den 1980er Jahren, als Bronson die 60 überschritten hatte, ließ seine Popularität nach. Er trat zwar bis in die 1990er Jahre in Actionfilmen auf, doch das Publikum wandte sich während dieser Zeit Genre-Stars wie Arnold Schwarzenegger, Sylvester Stallone oder Bruce Willis zu, die wesentlich jünger waren.
Während der 1980er Jahre drehte Bronson zahlreiche Filme für die Produktionsgesellschaft Cannon Films, die zu dieser Zeit stark im Action-Genre engagiert war und die Karrieren von Darstellern wie Chuck Norris oder Jean-Claude Van Damme förderte. Cannon produzierte quasi am Fließband kostengünstige Filme, die sich an großen Hollywood-Erfolgen anlehnten. Diese Produktionen, auch die mit Bronson, wurden aber von der Kritik meist ablehnend aufgenommen – und Cannon meldete Ende der 1980er Jahre Konkurs an. Die erste gemeinsame Produktion war Der Mann ohne Gnade, der 1982 Ein Mann sieht rot fortsetzte. Bronson hatte zunächst kein Interesse an der Produktion, bekam dann aber eine Gage von 1,5 Millionen geboten und nahm an. Er blieb dem Studio bis zu deren Pleite verbunden und drehte in dieser Zeit auch mehrere Filme unter der Regie von J. Lee Thompson.
1987 stand er für Der Mordanschlag ein letztes Mal mit seiner Ehefrau Jill Ireland vor der Kamera. Bis 1994 drehte Bronson vier Fortsetzungen seines Erfolgsfilms Ein Mann sieht rot, die aber nicht mehr annähernd so erfolgreich waren wie der Originalfilm von 1974. In den letzten Folgen hatte Bronson bereits das 65. Lebensjahr überschritten. Death Wish V – Antlitz des Todes aus dem Jahr 1994 war auch der letzte Kinofilm mit ihm in der Hauptrolle.
In den 1990er Jahren war Bronson überwiegend in Fernsehfilmen zu sehen und spielte zum Beispiel den Seewolf Wolf Larsen. 1991 trat er in dem anspruchsvollen Sozialdrama Indian Runner auf, dem Regiedebüt von Sean Penn, einem Bronson-Verehrer, der den Altstar für eine profilierte Nebenrolle gewinnen konnte. 1999 stand Charles Bronson letztmals vor einer Kamera.

### Der Schauspieler Bronson
„Ich vermute, ich sehe aus wie ein Steinblock, den man in die Luft gesprengt hat“, sagte Bronson über sich selbst. Ab den späten 1960er Jahren bewegte er sich als Western- und Actionheld in einem relativ eng definierten Rollenfach. Von der Filmkritik wurde er nicht als hochklassiger Darsteller eingeschätzt, sondern galt als reiner Genre-Star ohne besondere schauspielerische Fähigkeiten. Vielfach wurde ihm sogar jegliches Schauspieltalent abgesprochen. Bronson war während seiner langen Karriere nie für einen Oscar nominiert und gewann bis auf einen Golden Globe 1972 für keine seiner Rollen einen wichtigen Filmpreis. Er blieb ein reiner Publikumsstar, der bei der Kritik nie überzeugen konnte.
Offensichtlich hatte der Schauspieler auch keine besonderen Ambitionen oder den Wunsch, wichtige Hauptrollen in künstlerisch hochklassigen Filmen zu spielen. Bronson wurde in der Regel nicht von den führenden Regisseuren für profilierte Rollen engagiert – eine Ausnahme war Sergio Leone (Spiel mir das Lied vom Tod). Leone wollte den verwittert aussehenden Bronson, weil „er ein Gesicht hat, mit dem man eine Lokomotive stoppen könnte“. Er arbeitete beispielsweise nie für die Regisseure des New-Hollywood-Kinos, die in den 1960er und 1970er Jahren mit künstlerisch ambitionierten Filmen sehr erfolgreich waren. Der Darsteller, der jahrzehntelang auf seinen Durchbruch gewartet hatte, war vor allem am kommerziellen Erfolg seiner Filme interessiert: „Wir machen keine Filme für die Kritiker, denn die bezahlen keinen Eintritt.“ In einem Interview erklärte er: „Ich bin ebenso eine Ware wie ein Stück Seife, die so gut wie möglich verkauft werden soll.“
Vor allem nach seinem Auftritt als mystischer Revolvermann in Spiel mir das Lied vom Tod avancierte Charles Bronson in den späten 1960er Jahren beim Kinopublikum zu einer Art Kultfigur. 1972 wurde er – neben Sean Connery – mit einem Golden Globe als weltweit populärster Filmdarsteller ausgezeichnet. In den 1970er Jahren war er einer der bestbezahlten Stars und erhielt teilweise 100.000 Dollar Gage pro Drehtag. Während dieser Zeit drehte Bronson in der Regel zwei bis drei Filme pro Jahr, von denen fast alle auf das Image eines schweigsamen Actionhelden zugeschnitten waren.
Im fortgeschrittenen Alter zeigte Bronson kein Interesse daran, sein Rollenspektrum zu erweitern oder sein Image durch ironisierende Darstellungen zu hinterfragen, wie es zum Beispiel Clint Eastwood oder Sean Connery taten. Noch mit über 70 spielte er die für ihn typischen Actionrollen – allerdings mit geringer Resonanz beim Kinopublikum. Er war auch nie als Produzent oder Regisseur an der Herstellung der Filme beteiligt, in denen er als Schauspieler auftrat.

## Sonstiges

### Parodien/Hommagen
Bronsons Image als überlebensgroßer Machoheld gab mehrfach zu Parodien Anlass. In einer Episode der Zeichentrickserie Die Simpsons aus dem Jahr 2002 findet sich die Familie Simpson versehentlich in der Kleinstadt „Bronson“ wieder, deren Einwohner nur in knappen Charles-Bronson-Dialogen kommunizieren und außerdem alle wie er aussehen. In einer anderen Episode aus dem Jahr 1995 gibt es eine Nachricht von einem neuen Charles-Bronson-Film namens „Todeswunsch 9“, in der er nur im Krankenbett liegt und sagt „Ich wünschte, ich wär’ tot, ui!“
Regisseur Quentin Tarantino, ein erklärter Charles-Bronson-Fan, widmete dem Schauspieler postum seinen Zweiteiler Kill Bill 1 und Kill Bill 2.

### Synchronsprecher
Vor seinem Durchbruch zum Star hatte Charles Bronson wechselnde Synchronsprecher. Er wurde unter anderem von Harald Juhnke, Claus Biederstaedt, Arnold Marquis und Günter Pfitzmann gesprochen.
Ab 1968 war Michael Chevalier (1933–2011) der feste Sprecher von Charles Bronson. Chevalier ist zum Beispiel in Spiel mir das Lied vom Tod zu hören, seine tiefe Stimme wird allgemein mit dem Star assoziiert (so ist er auch in Udo Lindenbergs Song Cowboy-Rocker zu hören). Chevalier synchronisierte Bronson bis 1994 in insgesamt 30 Filmen. Arnold Marquis, der Standardsprecher von John Wayne, sprach ihn zwischen 1962 und 1982 acht Mal. Wolfgang Hess, Standardsprecher von Bud Spencer, war zwischen 1964 und 1988 sieben Mal als Bronsons Stimme zu hören. Am Ende seiner Karriere wurde Bronson drei Mal von Klaus Kindler gesprochen (1997–1999).

## Filmografie
bis 1955 als Charles Buchinsky, wenn in den Darstellerangaben gelistet
- 1951: You’re in the Navy Now
- 1951: Die Spur führt zum Hafen (The Mob)
- 1951: Der Mordprozeß O’Hara (The People Against O’Hara)
- 1952: Pat und Mike (Pat and Mike)
- 1952: Die Feuerspringer von Montana (Red Skies of Montana)
- 1952: My Six Convicts
- 1952: Schlachtzone Pazifik (Battle Zone)
- 1952: Kurier nach Triest (Diplomatic Courier)
- 1952: Bloodhounds of Broadway
- 1952: Happy-End … und was kommt dann? (The Marrying Kind)
- 1952: Teufelskerle des Ozeans (Torpedo Alley)
- 1953: Die Tränen des Clowns (The Clown)
- 1953: Eintritt verboten (Off Limits)
- 1953: Das Kabinett des Professor Bondi (House of Wax)
- 1953: Fegefeuer (Miss Sadie Thompson)
- 1953: Von der Polizei gehetzt (Crime Wave)
- 1953: Tennessee Champ
- 1954: Massai (Apache)
- 1954: Vera Cruz
- 1954: Dieser Mann weiß zuviel (Riding Shotgun)
- 1954: Der einsame Adler (Drum Beat)
- 1955: Blutgeld (Big House, USA)
- 1955: Sperrfeuer auf Quadrat 7 (Target Zero)
- 1956: Der Mann ohne Furcht (Jubal)
- 1956: Alfred Hitchcock präsentiert: …und so starb Ria Bouchinska (Alfred Hitchcock Presents: And so died Ria Bouchinska) (Fernsehreihe, 1 Folge)
- 1957: Hölle der 1000 Martern (Run of the Arrow)
- 1958: Showdown At Boot Hill
- 1958: Revolver-Kelly oder Das Raubtier (Machine Gun Kelly)
- 1958: Das Raubtier 2 (Gang War)
- 1958: Wenn die Hölle losbricht (When Hell Broke Loose)
- 1958: Ein Mann in den besten Jahren (Ten North Frederick)
- 1958–1960: Der Mann mit der Kamera (Man with a Camera, Fernsehserie, 29 Episoden)
- 1959: Wenn das Blut kocht (Never So Few)
- 1960: Die glorreichen Sieben (The Magnificent Seven)
- 1961: Robur, der Herr der sieben Kontinente (Master of the World)
- 1961: Massaker im Morgengrauen (A Thunder of Drums)
- 1961: Die X-15 startklar (X-15)
- 1961: Twilight Zone (Staffel 3 Episode 1 – Tag 1 des Jahres 6)
- 1962: Kid Galahad – Harte Fäuste, heiße Liebe (Kid Galahad)
- 1962: This Rugged Land
- 1963: Gesprengte Ketten (The Great Escape)
- 1963: Vier für Texas (4 for Texas)
- 1964: … und knallten ihn nieder (Guns of Diablo)
- 1964: … die alles begehren (The Sandpiper)
- 1965: Die letzte Schlacht (Battle of the Bulge)
- 1966: Dieses Mädchen ist für alle (This Property is Condemned)
- 1967: Auf der Flucht TV-Serie Staffel 4/Epi.19 Flucht nach Mexiko
- 1967: San Sebastian (La Bataille de San Sebastian)
- 1967: Das dreckige Dutzend (The Dirty Dozen)
- 1968: Bei Bullen „singen“ Freunde nicht (Adieu l’ami)
- 1968: Pancho Villa reitet (Villa Rides)
- 1968: Spiel mir das Lied vom Tod (C’era una volta il West)
- 1970: Der aus dem Regen kam (Le Passager de la pluie)
- 1970: Der Amerikaner (Twinky)
- 1970: Brutale Stadt (Città violenta)
- 1970: Zwei Kerle aus Granit (You Can’t Win ’Em All)
- 1970: Kalter Schweiß (De la part des copains)
- 1971: Mörder hinter der Tür (Quelqu’un derriere la port)
- 1971: Rivalen unter roter Sonne (Soleil Rouge)
- 1971: Der Einsame (The Bull of the West)
- 1971: Chatos Land (Chato’s Land)
- 1972: Kalter Hauch (The Mechanic)
- 1972: Die Valachi Papiere (The Valachi Papers)
- 1973: Ein Mann geht über Leichen (The Stone Killer)
- 1973: Wilde Pferde (Valdez il mezzosangue)
- 1974: Das Gesetz bin ich (Mr. Majestyk)
- 1974: Ein Mann sieht rot (Death Wish)
- 1974: Gesetz des Westens (The Meanest Man in the West)
- 1975: Der Mann ohne Nerven (Breakout)
- 1975: Ein stahlharter Mann (Hard Times)
- 1975: Zwischen Zwölf und Drei (From Noon Till Three)
- 1975: Nevada Pass (Breakheart Pass)
- 1975: Der Tag der Abrechnung (St. Ives)
- 1977: Der weiße Büffel (The White Buffalo)
- 1977: …die keine Gnade kennen (Raid on Entebbe)
- 1977: Telefon (Telefon)
- 1979: Ein Mann räumt auf (Love and Bullets)
- 1979: Der Schatz von Caboblanco (Caboblanco)
- 1980: Der Grenzwolf (Borderline)
- 1981: Yukon (Death Hunt)
- 1982: Der Mann ohne Gnade (Death Wish II)
- 1983: Ein Mann wie Dynamit (10 to Midnight)
- 1984: Der Liquidator (The Evil That Men Do)
- 1985: Death Wish III – Der Rächer von New York (Death Wish 3)
- 1986: Murphys Gesetz (Murphy’s Law)
- 1987: Der Mordanschlag (Assassination)
- 1987: Das Weiße im Auge (Death Wish 4: The Crackdown)
- 1988: Das Gesetz ist der Tod (Messenger of Death)
- 1989: Kinjite – Tödliches Tabu (Kinjite – Forbidden Subjects)
- 1991: Indian Runner (Indian Runner)
- 1991: … und den Weihnachtsmann gibt’s doch! (Yes Virginia, There Is a Santa Claus)
- 1993: Mord ist die Rache (Donato and Daughter)
- 1993: Der Seewolf (The Sea Wolf)
- 1994: Death Wish V – Antlitz des Todes (Death Wish V – The Face of Death)
- 1995: Eiskalte Wut (Family of Cops)
- 1997: Family of Cops 2 – Der Beichtstuhlmörder (Breach of Faith: Family of Cops II)
- 1999: Family of Cops III

## Auszeichnungen
- 1972 erhielt Charles Bronson einen Golden Globe in der Kategorie Beliebtester männlicher Darsteller der Welt (zusammen mit Sean Connery).

## Dokumentation
- Charles Bronson: Hollywoods härtester Kerl. Regie: Jean Lauritano, ARTE F, Frankreich, 53 Minuten, 2019